# Ponthieva appendiculata
Ponthieva appendiculata är en orkidéart som beskrevs av Rudolf Schlechter. Ponthieva appendiculata ingår i släktet Ponthieva och familjen orkidéer. Inga underarter finns listade i Catalogue of Life.